# Kadicsa
A Kadicsa valószínűleg török eredetű régi magyar személynév, jelentése: bolyongó, eltévedt. A lehetséges ótörök alapszó a qadiça, qaduça lehetett, ennek a származéka a név négy változata.

## Rokon nevek
- Kadisa:[1] a Kadicsa alakváltozata.[2]
- Kadocsa:[1] a Kadicsa alakváltozata.[2]
- Kadosa:[1] a Kadicsa alakváltozata.[2]

## Gyakorisága
Az 1990-es években a Kadicsa, Kadisa, Kadocsa és a Kadosa egyaránt szórványos név, a 2000-es években nem szerepelnek a 100 leggyakoribb férfinév között.

## Névnapok
Kadicsa, Kadisa, Kadocsa, Kadosa:
- március 10.[2]
- március 11.[2]

## Híres Kadicsák, Kadocsák, Kadosák és Kadisák
- Kadicsa (vagy Kadocsa) hun vezér